# Aper Tief

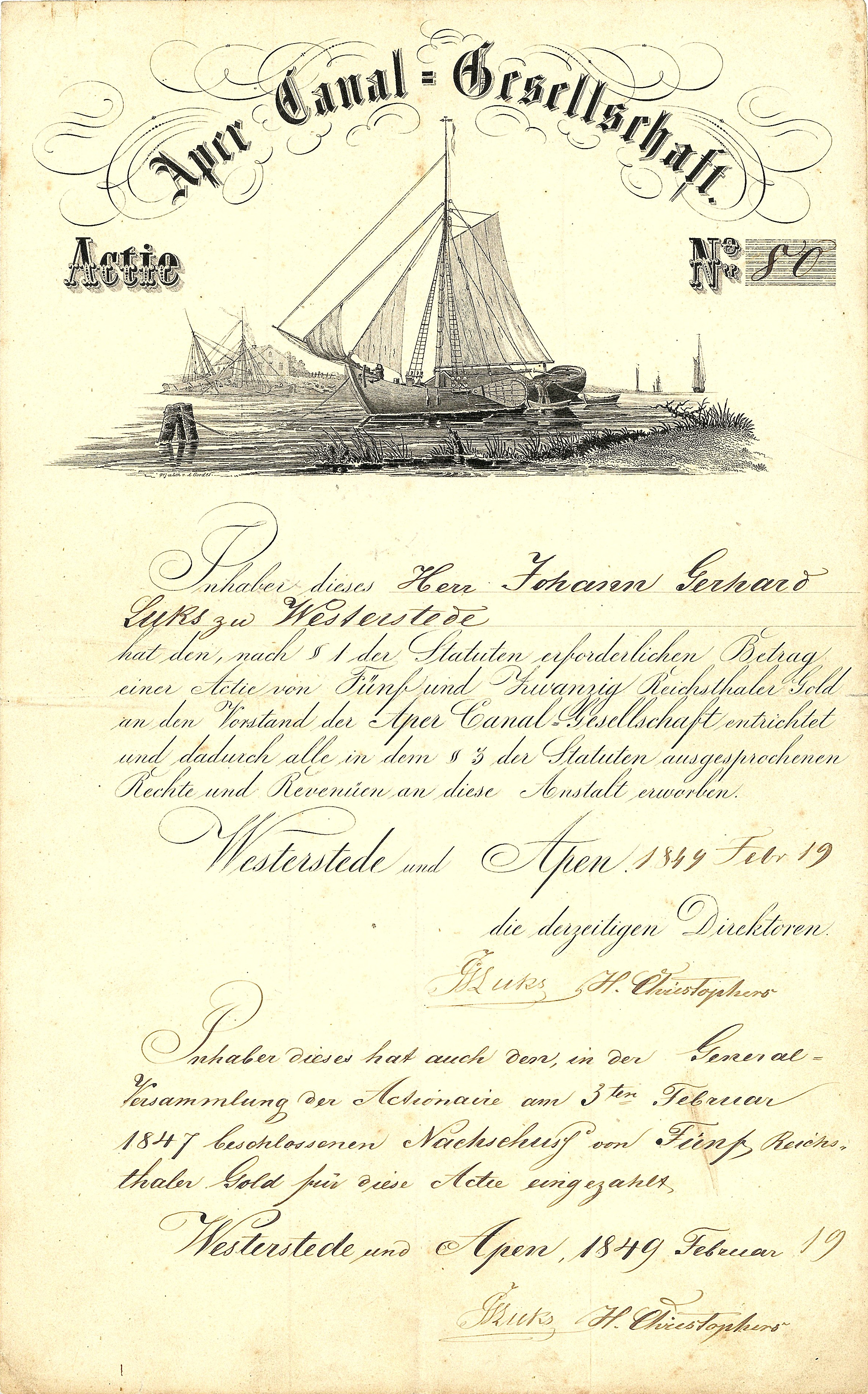
Gründeraktie der Aper Canal-Gesellschaft über 25 Reichstaler Gold, ausgegeben am 19. Februar 1849 in Westerstede und Apen mit Darstellung einer bei der Flussschifffahrt verwendeten Schaluppe

Das Aper Tief ist ein kleiner Flusslauf in den niedersächsischen Gemeinden Apen im Landkreis Ammerland und Detern in der Samtgemeinde Jümme im Landkreis Leer. Es beginnt westlich von Apen am Zusammenfluss der Großen Süderbäke und der Großen Norderbäke, verläuft etwa in Ost-West-Richtung und mündet südlich der Gemeinde Detern in die Jümme.
Das Aper Tief wurde um 1845 kanalisiert und ausgebaut.
Das Aper Tief unterliegt den Gezeiten. Der Tidenhub beträgt etwa 0,75 m.
Am Aper Tief befinden sich drei Retentionsflächen, die dem Hochwasserschutz dienen. Durch Rückverlegung des linksseitigen Deiches entstanden bei Augustfehn und Vreschen-Bokel ungeregelte Retentionsfläche. Bei Augustfehn steht auf rund 75 Hektar eine Retentionsfläche mit rund 1 Mio. m³ Fassungsvermögen zur Verfügung. Die Fläche bei Vreschen-Bokel ist rund 45 Hektar groß. Die beiden Retentionsflächen unterliegen der natürlichen Gewässerdynamik und dienen so dem Naturschutz. Die Fläche bei Augustfehn ist als Naturschutzgebiet „Aper Tief“ ausgewiesen, die Fläche bei Vreschen-Bokel Bestandteil des Naturschutzgebietes „Vreschen-Bokel am Aper Tief“. An diese beiden Retentionsflächen schließt sich mit dem Polder Detern-Übertiefland ein geregelter Entlastungspolder an.
Das Aper Tief wird an vier Stellen von Brücken gequert: bei Augustfehn, Vreschen-Bokel, Holtgast und Detern. Bei Augustfehn wurde das Tief von einer Klappbrücke, der Staaßenbrücke, gequert. Die Brücke wurde Anfang der 1990er-Jahre ersetzt und an den Augustfehnkanal an dessen Mündung in das Aper Tief umgesetzt.

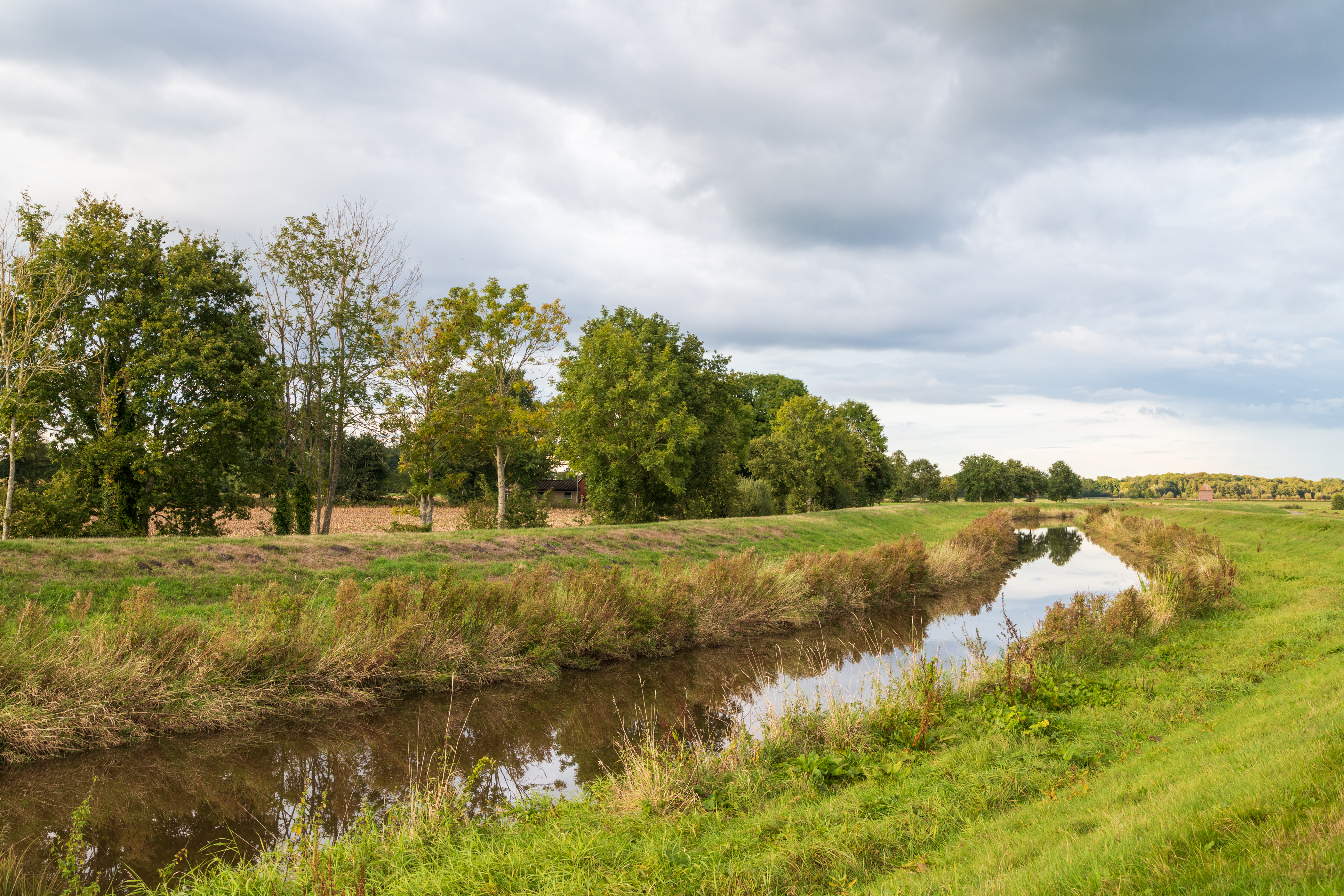
Große Süderbäke in Apen
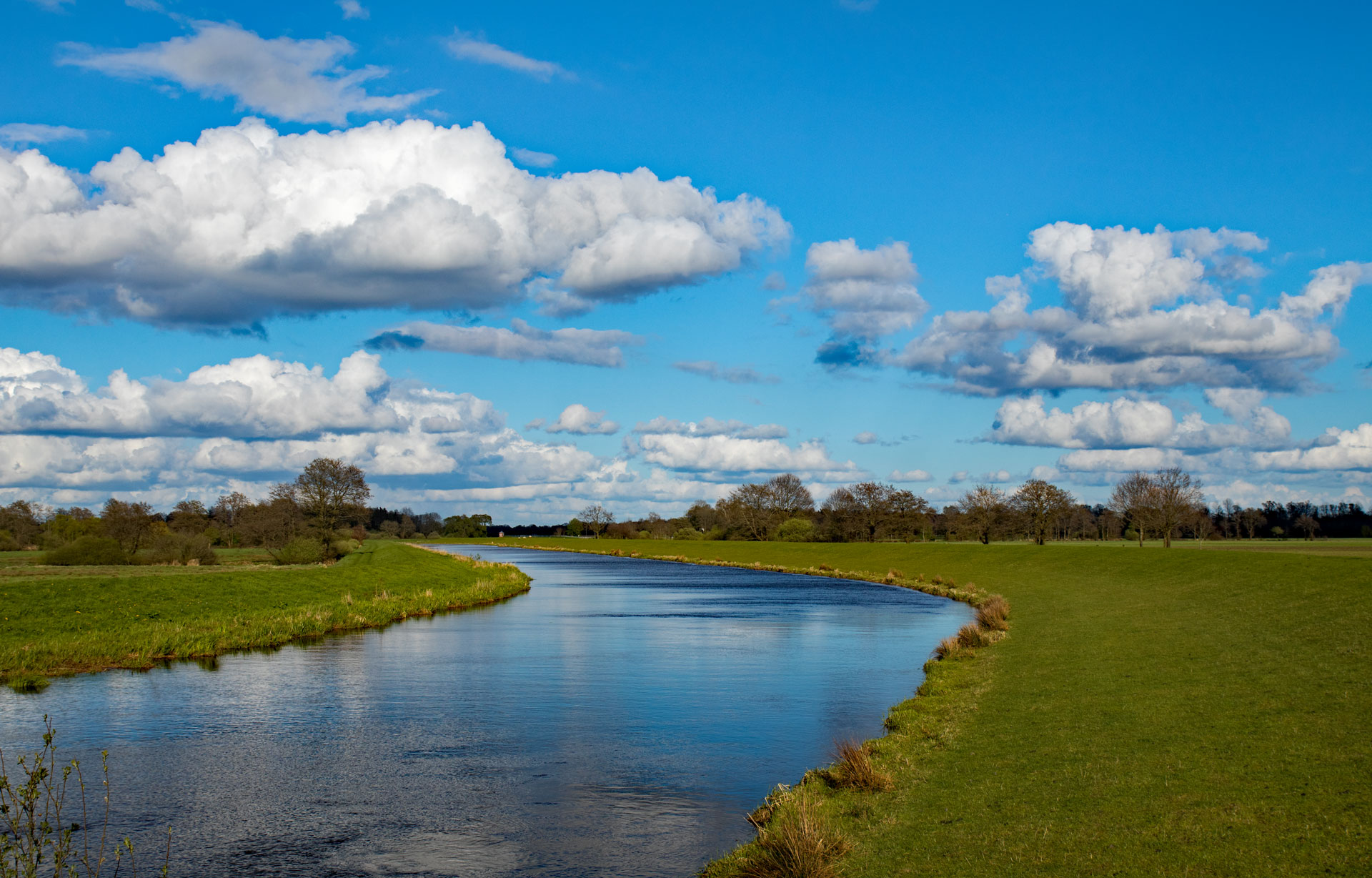
Aper Tief, Landkreis Ammerland
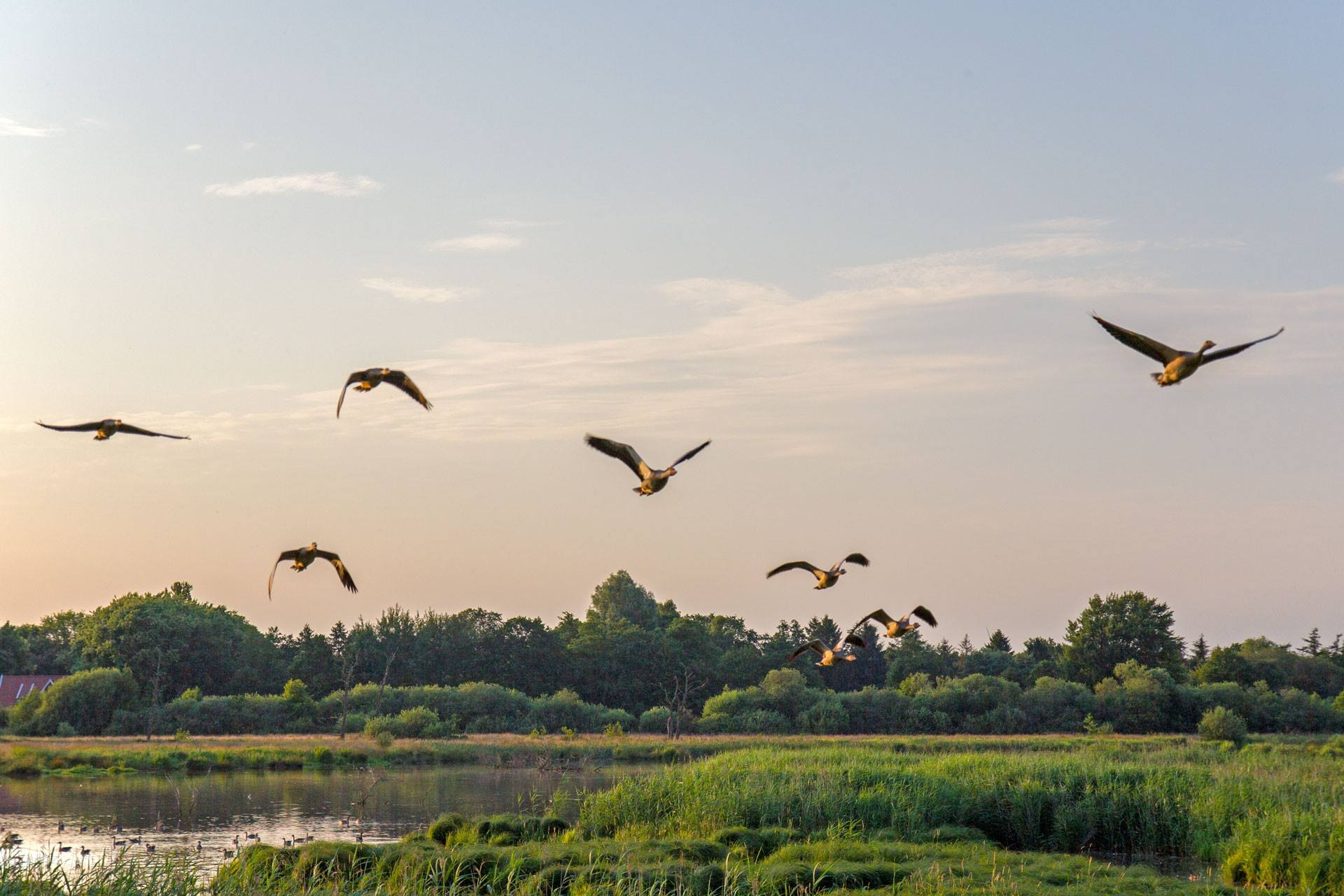
Wildgänse über dem Ausdeichungsgebiet in Hengstforde
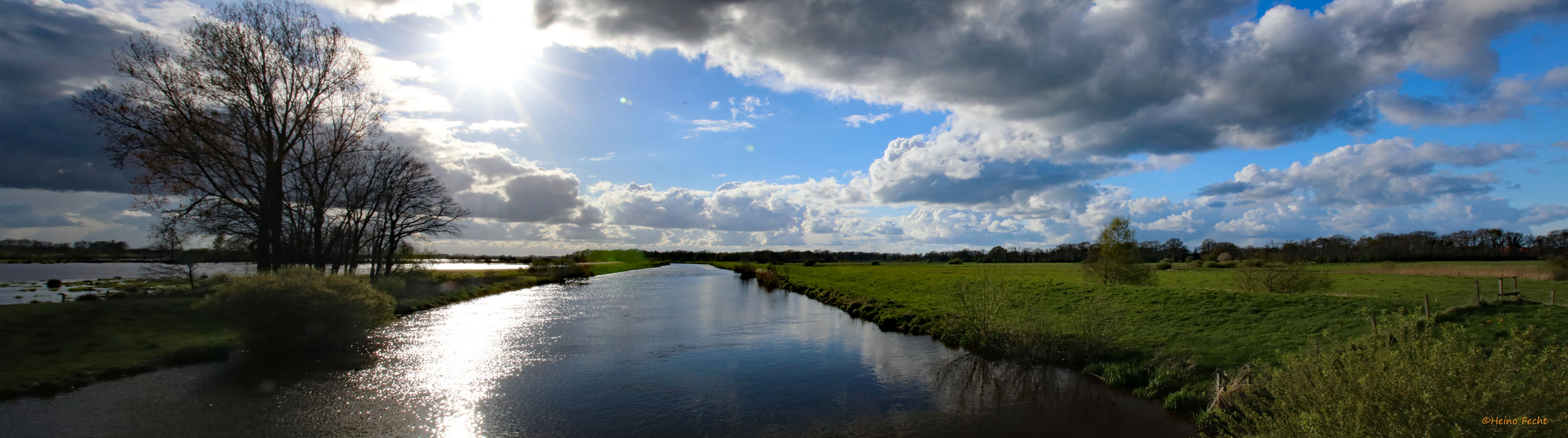
NSG Vreschen-Bokel am Aper Tief